# Mikstat
Mikstat est une ville de Pologne, située dans la voïvodie de Grande-Pologne. Elle est le chef-lieu de la gmina de Mikstat, dans le powiat d'Ostrzeszów.